# عصوية ذهبية بشرية
عصوية ذهبية بشرية (الاسم العلمي: Chryseobacterium anthropi) هي نوع من البكتيريا، سلبية الغرام، تتبع جنس عصوية ذهبية.